# Thyone surinamensis
Thyone surinamensis är en sjögurkeart som beskrevs av Semper 1868. Thyone surinamensis ingår i släktet Thyone och familjen korvsjögurkor. Inga underarter finns listade i Catalogue of Life.